# Royaume-Uni au Concours Eurovision de la chanson 2009
Le Royaume-Uni a participé au Concours Eurovision de la chanson 2009 à Moscou, en Russie, avec pour représentante Jade Ewen. C'est la 52e participation du Royaume-Uni au Concours. Il a été représenté par la BBC, membre de l'Union européenne de radio-télévision.
Le Royaume-Uni, faisant partie du "Big Four", il s'est automatiquement qualifié pour la finale, aux côtés de la France, l'Allemagne et l'Espagne, qui sont les plus grands soutiens financiers de l'UER.
Jade chanta It's My Time, une chanson composée par Lord Andrew Lloyd Webber et dont les paroles ont été écrites par Diane Warren.

## Eurovision: Your Country Needs You
Après les récents échecs au Concours Eurovision, la BBC a décidé d'organiser une émission de sélection appelée Eurovision:Your Country Needs You pour sélectionner l'artiste que la pays enverrait à l'Eurovision. Le gagnant a été choisi par télévote. Elle a été présentée par Graham Norton et a été située par Lloyd Webber. La finale a eu lieu le 31 janvier 2009 et a été remportée par Jade Ewen.

## Polémique
Après la tenue du concours 2008, le leader du Parti conservateur britannique David Cameron a fait un appel pour que le Royaume-Uni se retire du concours pour 2009 en raison de la guerre en Ossétie du Sud 2008, mais sans succès.